# Секуляризация общества
Секуляриза́ция о́бщества (от лат. saecularis — светский) — процесс снижения роли религии в жизни общества; переход от общества, регулируемого преимущественно религиозной традицией, к светской модели общественного устройства на основе внерелигиозных норм.
До конца XX века в русском языке термин «секуляризация» был традиционно историческим и описывал процесс экспроприации церковных земельных владений в пользу государства, который в России практически закончился в XVIII веке, см. Секуляризация (история).
Антоним — клерикализация.

## Секуляризация общества
В приложении к обществу, в настоящее время термин «секуляризация» используется в нескольких значениях. Часто под секуляризацией понимается уменьшение религиозности населения, выражающееся в снижении посещаемости культовых сооружений, отходе от строгого следования религиозным обрядам, распространении атеизма и т. д.
Некоторые социологи используют термин «секуляризация» в другом значении: как переход от религиозного регулирования общественных и государственных институтов к рационалистическому обоснованию их деятельности. При таком определении рост индивидуальной религиозности не противоречит секуляризации — до тех пор, пока религия остаётся свободным выбором индивида, а государственные органы не обосновывают свои решения религиозными нормами. Например, усиление религиозности в связи с массовым распространением протестантизма в Южной Корее и Латинской Америке и ростом христианского фундаментализма в США не является отходом от секуляризации.
Российский социолог В. И. Гараджа пишет о различном понимании секуляризации среди специалистов:

Одни социологи полагают, что секуляризация представляет собой необратимый процесс, который неуклонно ведет к сокращению сферы действия религии, прогрессирующему её упадку и в перспективе — исчезновению. По мнению других, секуляризация означает лишь видоизменение социального способа выражения религии, что на смену изжившим себя формам приходят новые, но религия продолжает существовать. Секуляризация в этой перспективе — нормальный процесс, следствием которого может быть даже усиление влияния религии в её обновленных образцах. Неоднозначно оцениваются социальные последствия процесса секуляризации и роль религии в обществе современного типа.
В качестве примеров Гаражда выделяет три вида теории секуляризации:
1. Секуляризация как утрата «священного».
2. Секуляризация как вытеснение религии наукой, рациональным мышлением, светской этикой.
3. Секуляризация как эволюция религии и её видоизменения в ходе социальных перемен.

### Процесс секуляризации общества по странам
Так, в 2009 году Апелляционный суд третьего округа США очередной раз подтвердил запрет матери одного из воспитанников детского сада декламировать Библию, которую, по словам матери, этот мальчик выбрал в качестве своей любимой книги, перед другими детьми на занятиях «show and tell» (англ. Show and tell (education)). Суд аргументировал своё решение тем, что, во-первых, Библия — слишком взрослая книга, во-вторых, чтение её в учебном заведении можно приравнять к миссионерской деятельности.
Исследование американских учёных, опубликованное в 2008 году, подтвердило частичную справедливость гипотезы секуляризации среди ведущих учёных США. Так, доля представителей естественных наук, не исповедующих никакую религию, выросла с 40,3 % в 1969 году до 55,0 % в 2005 году. Однако среди представителей общественных наук этот показатель снизился с 50,4 % в 1969 году до 47,4 % в 2005 году. Авторы исследования указали на несоответствие этих результатов ожиданиям сторонников гипотезы секуляризации и подчеркнули необходимость её пересмотра.

## Особенности роста числа не связанных с религиями людей в США
Процесс секуляризации в США отличен от секуляризации в странах Европы тем фактом, что подавляющее большинство населения США относит себя к какой-либо религии. По результатам опроса Исследовательского центра Пью, проведённого в 2012 году, пятая часть населения США не считает себя связанной с какой-либо религией. Эту группу людей иногда называют термином «nones». За последние 5 лет доля граждан США, не связывающих себя ни с какой религией, возросла с 15 до 20 %. Среди них 13 миллионов американцев (6 % населения) называют себя атеистами или агностиками и ещё 33 миллиона человек (14 % населения) говорят, что они не имеют конкретной религиозной принадлежности. Две трети граждан США считают, что религия в целом теряет влияние на жизнь американцев. Большинство из них считают это плохим явлением. Но люди, которые говорят, что не имеют конкретной религиозной принадлежности, менее склонны рассматривать это плохим, а атеисты и агностики в подавляющем большинстве рассматривают это в качестве блага для общества.
По поводу причин роста в США людей, не связанных с какой-либо религией, существует несколько теорий. Исследование Pew Research Center приводит четыре теории.
- Первая из них связывает этот процесс с политическим фоном. Некоторые ведущие исследователи считают, что молодёжь отходит от организованной религии, поскольку воспринимает её глубоко переплетённой с консервативной политикой и не хочет быть с нею связанной[7]. В числе проявлений консерватизма, отталкивающего молодёжь, выделяют, в частности, вопросы права на аборт и прав гомосексуалов[8].
- Вторая теория связывает процесс с более широкими социальными и демографическими тенденциями, включая откладывание молодыми людьми вступления в брак и рождения детей[9]. Исследования показали, что вероятность связанности с религией выше у молодых людей, которые имеют семьи, чем у безбрачных.
- Третья теория связывает процесс с полной социальной независимостью. В соответствии с этой гипотезой рост людей, не связанных с религией, является частью более общей тенденции американцев жить более обособленной жизнью и меньше вовлекаться в совместную активность (включённость в какое-либо социальное объединение)[10].
- Четвёртая теория связывает рост «nones» с секуляризацией. В 1960-х годах, когда теории секуляризации стали известны, они иногда сопровождались прогнозами о том, что религия будет ослабевать в 21 веке[11]. Сейчас эти теории стали более утончёнными: например, утверждается, что религия уменьшает своё влияние в странах с высоким жизненным уровнем, в то время как в регионах с низким уровнем, где люди чувствуют больше угроз своему благосостоянию и здоровью, они более религиозны[12]. Такая зависимость была подтверждена исследованиями в разных странах мира. Но исследования 2007 года в США показали, что они являются исключением из этого правила, поскольку высокая религиозность американцев соответствует хорошему уровню благосостояния. Тем не менее, некоторые теоретики рассматривают рост не связанных с религией людей как признак распространения секуляризации в США[13].

## Гипотезы о будущей роли религии
В настоящее время существуют три основные социологические гипотезы о роли религии в жизни общества: секуляризация, трансформация и поляризация (культурный разрыв). Несмотря на то, что у каждой из этих гипотез есть свои недостатки, все они имеют своих сторонников.

### Секуляризация
Гипотеза секуляризации, возникшая в середине XX века, утверждает, что со временем религия будет полностью вытеснена из жизни общества наукой и техникой. Более мягкая версия данной гипотезы состоит в том, что религия не исчезнет полностью, но утратит своё влияние. Согласно этой точке зрения, умалчивание или негативное изображение религиозных деятелей и религиозных практик в средствах массовой информации являются внешними признаками секуляризации. Многие исследователи, придерживающиеся гипотезы секуляризации, указывают на то, что она порождает целый ряд социальных и психологических проблем, ведущих к распространению апатии, цинизма, чрезмерному стремлению к приобретению и потреблению материальных благ в ущерб духовным ценностям. Секуляризация также способствует распространению атеизма в его различных формах: от активного отрицания Бога и ценности религии в светском гуманизме до пассивного безразличия членов религиозных организаций к религиозной морали.
К концу XX века гипотеза неизбежности секуляризации была отвергнута рядом учёных, поскольку она противоречит следующим явлениям:
1. Статистика свидетельствует о сохранении высокого интереса к религии и о низком уровне атеизма даже в странах с высоким уровнем развития науки и техники (например, в США).
2. Тенденции[какие?] в современной религии не изменились с прежних времён.
3. Тенденции по отказу части общества от религии являются составной частью общей тенденции по уменьшению социальной вовлечённости.
4. Секуляризация в регионах с явно пониженным уровнем религиозности (например, в Европе) является аномалией, вызванной необычными социокультурными факторами.

Фактически отказался от теории секуляризации и один из её главных создателей — П. Бергер, который в своей программной статье, вышедшей в 1999 году,
утверждает, что предположение о том, что мы живем в секуляризированном мире, ошибочно. Как объясняют американские социологи У. Сватос и К. Кристиано, экзистенциальные вопросы вечны, и их решение всегда находится за пределами рационального определения, поэтому для религиозных ответов всегда найдется место в человеческом опыте: вследствие чего религия в целом возрождается, а секуляризация имеет свои пределы.

### Религиозная трансформация
В связи с пересмотром некоторыми исследователями теории секуляризации возникла гипотеза религиозной трансформации. Эта гипотеза утверждает, что секуляризация и культурные сдвиги наподобие роста индивидуализма и социальной дезинтеграции ведут не к исчезновению религии, а к увеличению притягательности более индивидуализированных религиозных и духовных практик. Нарастание индивидуализма в религии ведёт к усилению духовных исканий вне религиозных институтов. Это выражается в следующих тенденциях:
1. Расширение религиозных исканий как в рамках, так и вне рамок религиозных организаций;
2. Религиозный и духовный эклектизм;
3. Распространение новых религиозных движений и духовных течений Нью-эйдж, а также возрождение древних языческих верований и практик.

Чарльз Тейлор указывает, что для многих людей модернистские и секуляристские воззрения неприемлемы, поскольку они связаны с ощущением пустоты и бессмысленности жизни, но при этом отказ от традиционной религии ведёт не к утрате веры большинством людей, а к многообразным альтернативным формам религиозных исканий. Человек может стать духовным, но не религиозным или же просто поддерживать религиозные институты и религиозные практики, выполняемые другими людьми. По прогнозу Тейлора, после того, как концепция секуляризма потерпит поражение, безверие утратит свою притягательность, а видоизменённая религия получит широкую поддержку.

### Культурный разрыв
Американский социолог и политолог Рональд Инглхарт, развивая свою концепцию постматериализма, выдвинул новую теорию относительно глобальных тенденций в религиозной сфере, которая представляет собой обновлённую версию гипотезы секуляризации. Инглхарт на основе анализа социологических данных предположил, что одним из важнейших стимулов, побуждающих людей обращаться к религии, является потребность в социальной и экономической безопасности. Экономическое развитие в европейских странах повысило уровень безопасности и совместно с уменьшением ограничений в образе жизни привело к секуляризации и снижению рождаемости в Европе. В подобных условиях религия и семья являются факультативными, а не обязательными элементами человеческой жизни. Однако в развивающихся странах уровень безопасности не только не увеличивается, но и, наоборот, снижается. Это усиливает позиции религии в странах третьего мира, что, в свою очередь, ведёт к укреплению семейных ценностей и росту численности населения в этих странах.
Сочетание тенденций по уменьшению численности населения в секуляризированных регионах и увеличению численности населения в регионах с высоким уровнем религиозности означает, что за последние полвека мир в целом стал более религиозным, чем прежде. Инглхарт полагает, что подобное положение вещей ведёт к культурному разрыву (cultural divide) между светскими и религиозными обществами, а также провоцирует противодействие со стороны религиозных регионов мира влиянию светских ценностей, которое может рассматриваться ими как угроза. Теория культурного разрыва оставляет без ответа вопросы, почему в США сохраняется высокий уровень религиозности, и чем объясняются расхождения в степени секуляризации между различными частями Европы.

## Государственная религия
Отделение государства от церкви является одним из признаков секуляризации. Согласно исследованию, проведённому в Гарварде в 2005 году, по состоянию на 2001 год:
- 75 стран имеют государственную религию или в законодательном порядке, как Иран или Дания, или де-факто, как Израиль,
- 113 стран, в том числе и Россия, официально не имеют государственной религии.

С распространением секуляризации государств с официальной религией становится меньше: с 1900 по 2000 год государственная религия была отменена в 63 странах (например, в Бразилии, Японии и России), а введена лишь в 17 странах (например, в Бангладеш). Некоторые страны в XX веке сначала отменили государственную религию, а затем приняли её вновь.